# 港島·東18

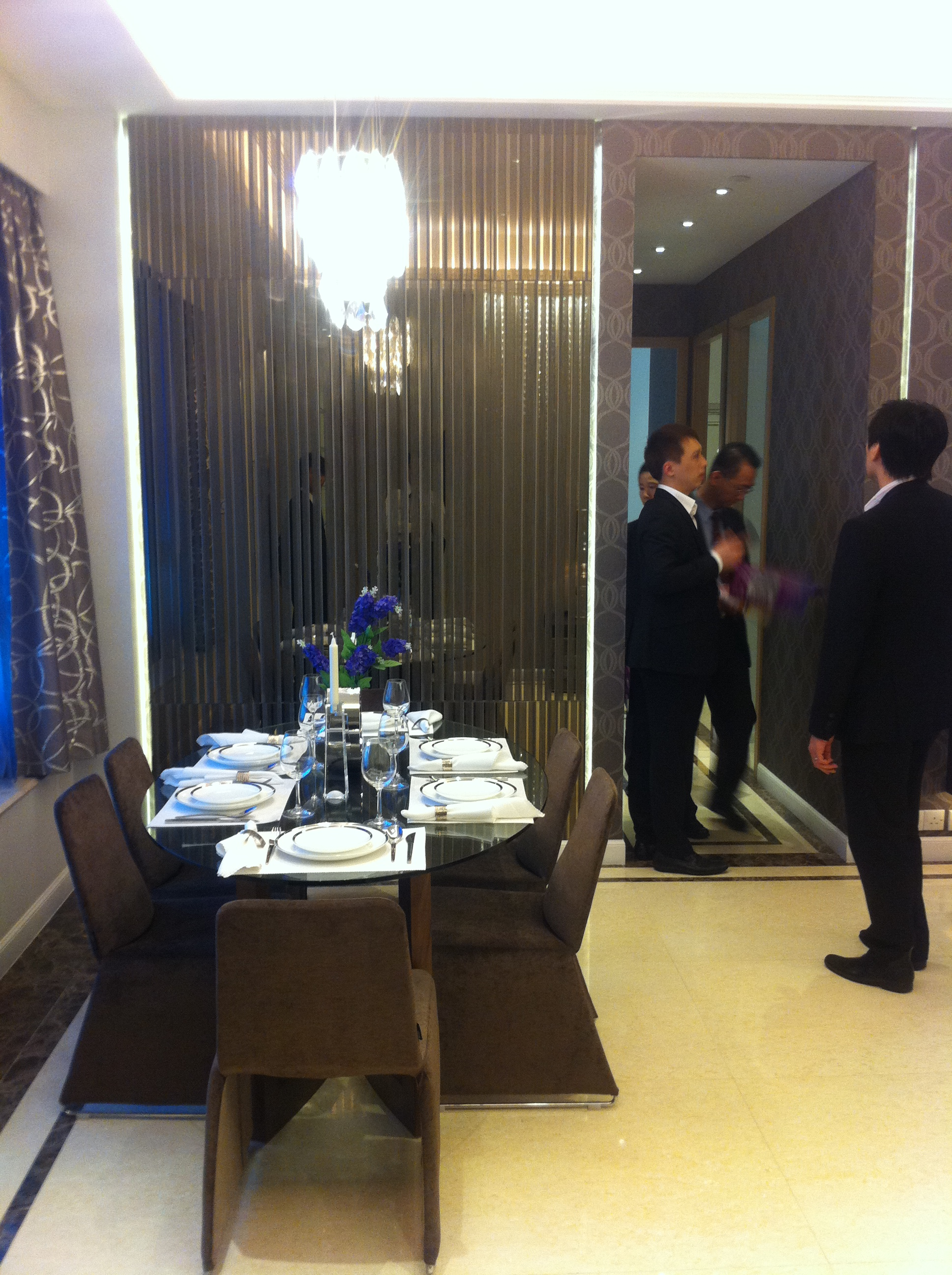
東18在伊利莎伯大廈之示位一角

22°16′53″N 114°13′16″E / 22.2814°N 114.2212°E
港島·東18，是位於香港西灣河的單幢住宅，樓高共31層，由英皇地產（以依紀投資有限公司名義）發展，現時由仲量聯行負責管理，於2012年12月入伙。

## 歷史
港島·東18 前身位於「成安街18至36號」6幢唐樓，先於2007年，英皇地產透過田生集團以1.3億收購「成安街18至24號」2幢唐樓，及後再以5,680萬收購毗鄰的「成安街28號」，及至2008年，田生集團再以8,000萬收購「成安街30至36號」四幢唐樓。
最終英皇地產合併各地，以依紀投資有限公司名義發展成商住項目 －港島·東18。

## 簡介
物業實際樓高31層，惟由於不設4、13、14、24及34字樓故有36字樓，其中基座佔3層，其餘28層為住宅單位 ，共設108個單位，建築面積由約300-1,300呎不等，而部分樓面更望向鯉魚門和維多利亞港；而該住宅毗鄰西灣河鐵路站，20分鐘直達港澳碼頭。而示範單位曾設於銅鑼灣告士打道241至55號伊利莎伯大廈。
另外，物業的地下及1樓設有共8個商舖。而2樓為會所及平台花園，其設施包括健身室、燒烤場等，供住戶享用。另33樓設空中花園及12樓則為隔火層。
港島·東18 以同集團藝人蔡卓妍為代言人，宣傳物業。

## 附近物業
- 欣景花園
- 太安樓
- 逸濤灣
- 嘉亨灣
- 百利居
- 星灣峰
- 東欣苑
- 東霖苑
- 興東邨
- 東旭苑
- 東濤苑

## 名人業主
- 藝人古巨基
- 藝人蔡卓妍

## 外部連結
- 港島·東18 官方網頁
- 港島．東 18呎價平均逾 1.2萬[]
- 「港島．東18」預留10伙 呎價萬二
- 英皇「港島．東18」料復活節開售 （页面存档备份，存于）